# Курутія еквадорська
Куру́тія еквадорська (Cranioleuca antisiensis) — вид горобцеподібних птахів родини горнерових (Furnariidae). Мешкає в Еквадорі і Перу.

## Опис
Довжина птаха становить 14,5 см, вага 15-18 г. Верхня частина тіла коричнева або оливково-сіра. Тім'я руде, над очима білі "брови", на скронях темні смужки. Горло світле. Груди і живіт сірувато-коричневі, крила і хвіст руді. Хвіст довгий, східчастий. Дзьоб відносно довгий, дещо вигнутий. Спів — серія гучних, пронизливих криків, що закінчуються треллю.

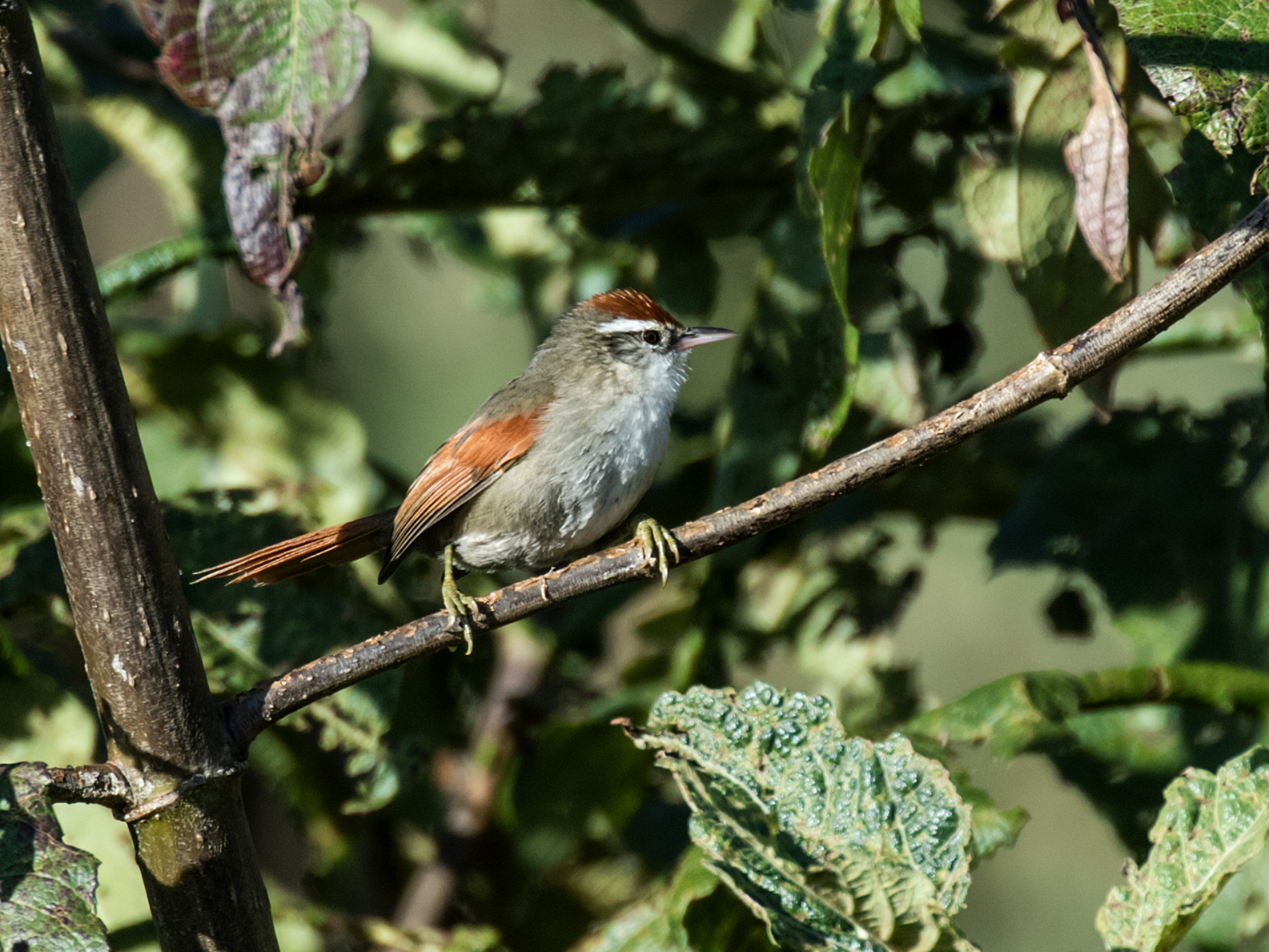
Еквадорська курутія (підвид C. a. baroni)

## Підвиди
Виділяють п'ять підвидів:
- C. a. antisiensis (Sclater, PL, 1859) — Анди на південному заході Еквадору (північний Асуай, Ель-Оро, Лоха);
- C. a. palamblae (Chapman, 1923) — Анди на півночі Перу (від Тумбеса, П'юри і Кахамарки на південь до Ліми);
- C. a. baroni (Salvin, 1895) — Анди на півночі і в центрі Перу (від центральної Кахамарки і південного Амазонасу на південь до Ла-Лібертада, Анкаша і південного заходу Уануко);
- C. a. capitalis Zimmer, JT, 1924 — Анди в центрі Перу (схід Уануко, Паско);
- C. a. zaratensis Koepcke, 1961 — Анди на заході центрального Перу (Ліма).

Раніше дослідники виділяли підвиди C. a. baroni, C. a. capitalis і C. a. zaratensis у окремий вид — курутію білогорлу (Cranioleuca baroni), однак у 2018 році за результатами молекулярно-генетичного дослідження цей вид був об'єднаний з еквадорською курутією. Деякі дослідники продовжують визнавати білогорлу курутію окремим видом.

## Поширення і екологія
Еквадорські курупії живуть у вологих рівнинних тропічних лісах, в сухих тропічних лісах, на полях і плантаціях. Зустрічаються на висоті від 900 до 3100 м над рівнем моря в Еквадорі та на півночі Перу та на висоті від 1700 до 4500 м над рівнем моря в Центральному Перу.

## Поведінка
Еквадорські курутії зустрічаються сімейними зграйками по 3-6 птахів. Іноді приєднуються до змішаних зграй птахів. Живляться комахами, яких шукають серед рослинності. Імовірно, еквадорські курутії є соціально моногамними. Гніздування відбувається в лютому-березні. Гнізда великі, куполоподібної або овальної форми. В кладці 2 яйця.